# Rahel Kopp
Rahel Kopp (18 marzo 1994) è un'ex sciatrice alpina svizzera.

## Biografia
Attiva in gare FIS dal gennaio del 2010, la Kopp ha esordito in Coppa Europa il 15 dicembre dello stesso anno a Sankt Moritz in supercombinata (34ª); in Coppa del Mondo ha debuttato il 26 ottobre 2013 nello slalom gigante di Sölden, senza classificarsi, e ha conquistato i primi punti il 29 dicembre 2014 nello slalom speciale di Kühtai (26ª). Nel 2015 ha vinto la medaglia d'oro nella combinata e quella di bronzo nel supergigante ai Mondiali juniores di Hafjell; nel 2016 ha conquistato la prima vittoria, nonché primo podio, in Coppa Europa, il 25 gennaio a Châtel in combinata.
In Coppa del Mondo ha ottenuto il miglior piazzamento il 24 febbraio 2019 a Crans-Montana in combinata (4ª), mentre in Coppa Europa ha conquistato la seconda e ultima vittoria il 5 febbraio 2020 a Pila in discesa libera e l'ultimo podio il 5 gennaio 2021 a Zinal in supergigante (3ª). Si è ritirata al termine di quella stessa stagione 2020-2021; la sua ultima gara in Coppa del Mondo è stata il supergigante disputato il 28 febbraio in Val di Fassa (35ª) e la sua ultima gara in carriera è stata lo slalom gigante dei Campionati svizzeri 2021, disputato il 29 marzo ad Anniviers e non completato dalla Kopp. Non ha preso parte né a rassegne olimpiche né iridate.

## Palmarès

### Mondiali juniores
- 4 medaglie:
  - 1 oro (combinata a Hafjell 2015)
  - 2 argenti (gara a squadre a Québec 2013; gara a squadre a Jasná 2014)
  - 1 bronzo (supergigante a Hafjell 2015)

### Coppa del Mondo
- Miglior piazzamento in classifica generale: 70ª nel 2016

### Coppa Europa
- Miglior piazzamento in classifica generale: 5ª nel 2020
- 8 podi:
  - 2 vittorie
  - 2 secondi posti
  - 4 terzi posti

#### Coppa Europa - vittorie
| Data            | Località | Paese   | Specialità |
| --------------- | -------- | ------- | ---------- |
| 25 gennaio 2016 | Châtel   | Francia | KB         |
| 5 febbraio 2020 | Pila     | Italia  | DH         |

Legenda:

DH = discesa libera

KB = combinata

### Campionati svizzeri
- 5 medaglie[2]:
  - 1 oro (combinata nel 2016)
  - 2 argenti (combinata nel 2019; combinata nel 2021)
  - 2 bronzi (slalom speciale nel 2014; supergigante nel 2016)